# フリードリヒ・フォン・ベック＝ルジコウスキ

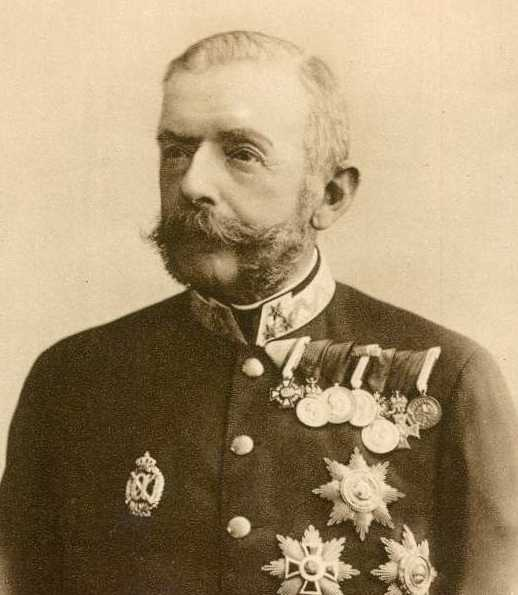
フリードリヒ・フォン・ベック＝ルジコウスキ

フリードリヒ・フォン・ベック＝ルジコウスキ（Friedrich von Beck-Rzikowsky, 1830年3月21日 - 1920年2月9日）は、オーストリア＝ハンガリー帝国の軍人。上級大将。伯爵。
バーデン大公国のフライブルク出身。1920年2月9日、ウィーンで没。